# Снігірів Борис Євгенович
Борис Євгенович Снігірів (24 липня 1890 — 1921) — український розвідник. Начальник розвідчої управи штабу Дієвої армії УНР.

## Життєпис
Народився 24 липня 1890 року у Києві. Закінчив 5-ту Київську гімназію, Київське військове училище (1910, з занесенням імені на мармурову дошку), вийшов підпоручиком до 17-ї артилерійської бригади (Влодава), з якою вирушив на Першу світову війну.
З 01.04.1915 року — обер-старшина для доручень штабу 35-го армійського корпусу
3 01.03.1916 року — старший ад'ютант штабу 55-ї піхотної дивізії.
У 1917 року закінчив два курси Військової академії Генерального штабу.
З 15.04.1917 року — помічник начальника оперативного відділу штабу 2-ї армії.
З 01.10.1917 року — начальник оперативного відділу штабу 2-ї армії. Останнє звання в імператорській армії — капітан.
З червня 1918 року — молодший осавул, а з серпня 1918 — старший осавул штабу 2-го Подільського корпусу Армії Української держави.
З 1 березня 1919 року — начальник розвідчого відділу штабу Східного фронту Дієвої армії УНР.
З 1 квітня 1919 року — начальник розвідчої управи штабу Дієвої армії УНР..
Наприкінці 1919 року був інтернований польською владою у Рівному.
З 19.03.1920 р. — начальник 1-го відділу організаційної управи Головного управління Генерального штабу УНР.
3 08.04.1920 р. — начальник закордонного відділу Головного управління Генерального штабу УНР.
19.04.1920 р. — начальник мобілізаційно-призовного відділу Генерального штабу УНР.
3 03.11.1920 р. — начальник військово-історичного управління Генерального штабу УНР. За сумісництвом з 22.06.1920 р. працював лектором Камянець-Подільської спільної юнацької школи..
Влітку 1921 року був призначений начальником оперативного відділу Партизансько-Повстанського штабу Юрія Тютюнника. Напередодні Другого Зимового походу перейшов на радянську територію. Подальша доля невідома.